# Mekongiella wardi
Mekongiella wardi är en insektsart som först beskrevs av Boris Petrovich Uvarov 1937.  Mekongiella wardi ingår i släktet Mekongiella och familjen Pyrgomorphidae. Inga underarter finns listade i Catalogue of Life.